# Volèmia
La volèmia és el volum total de sang en el sistema circulatori d'un individu. La mesura de la volèmia és útil per a la diagnosi tractament de pacients amb insuficiència cardíaca congestiva, hipertensió arterial crònica i insuficiència renal. Un adult humà típic té una volèmia aproximada d'entre 4,7 i 5 litres, i a les dones és generalment menor que als homes. La volèmia suposa un 8% del pes corporal i depèn també del greix acumulat al cos en una relació inversa, és a dir, a més greix, menys sang. Els estats de deficiència o excés de volèmia es coneixen com a hipovolèmia i hipervolèmia, respectivament. La volèmia està regulada per, entre altres factors, les glàndules suprarenals que secreten mineralocorticoides, dels quals l'hormona més important és l'aldosterona. L'aldosterona regula la quantitat de sodi en sang, retenint-lo als túbuls renals i impedint així que s'elimini amb l'orina. Això provoca que la concentració de sodi a la sang augmenti i per osmosi s'incrementi l'absorció d'aigua cap a la sang, augmentant així el volum de sang total i, en conseqüència, la volèmia. La volèmia (VL) es pot calcular segon l'hematòcrit (HC; la fracció de la sang constituïda per glòbuls vermells), i el volum plasmàtic (VP):
{\displaystyle VL={\frac {VP}{1-HC}}}
Un càlcul alternatiu d'estimació de la volèmia es pot fer mitjançant la fórmula: 70 ml x pes de l'individu en quilograms.